# Радейко Микола
Микола Радейко (псевдо:«Хміль», «Зорич», «Крим») (2 жовтня 1920, м. Яворів, нині Львівська область — 2005, м. Осло, Норвегія) — один із провідників Української Повстанської армії на Лемківщині, лікар, громадський діяч української діаспори в Норвегії.

## Життєпис
Син Остапа Радейка. Народився 2 жовтня 1920 р. у Яворові.
1937 року став членом ОУН, за що його виключили з гімназії Товариства «Рідна школа». Перебував у в'язниці в Перемишлі. Екстерном склав іспити в гімназії і вступив до Львівського університету, з якого його теж відрахували через політичні переконання. Знову заарештували, перебував у львівській в'язниці на вулиці Замарстинівській. Відтак перевели до в'язниці Бригідок. У жовтні 1942 року вступив до Львівського медичного університету.
Восени 1943 року відбув школу новобранця УПА в Карпатах. У 1944 році був окружним провідником у Сяніцькій окрузі (під псевдо «Хміль»). 1946 року призначено надрайонним провідником ОУН на Лемківщині (псевдо «Зорич» і «Крим»). Керував діями українського визвольного руху. У 1947 році після рішення Підпільного Проводу ОУН та Головного командування УПА на Закерзонні щодо розпуску українських збройних формувань видав відповідний наказ на Лемківщині. Після цього таємно виїхав до Варшави, потім до Гданська, а згодом у Норвегію.
У 1953 році закінчив Медичний університет в Осло, де створив Українське товариство в Норвегії. Був членом норвезького ПЕН-клубу. Неодноразово запрошував до себе українських вчених, громадських діячів, активно висвітлював українську тематику у провідних норвезьких виданнях. Сучасники називали його послом України в Норвегії. Активно гуртував громаду, збирав реліквії та історичні документи української нації та держави. Так, 1978 року в Гамбурзі купив універсал гетьмана Івана Мазепи від 1700 року.
Востаннє в Україні був 1991 року — приїздив до Яворова, а у Львові зустрівся з головою Львівської обласної ради В'ячеславом Чорноволом.
Помер 2005 року та похований в Осло.

### Родина
Був одружений з норвежкою Ранґіль Рапслан, народилось троє дітей: Марія, Карл Роман та Богдан.